# 咸臨丸
咸臨丸指日本幕末时期江户幕府拥有的一艘初级军舰。是一艘配备3桅帆的蒸气船。是继観光丸（外輪船）之后的第二艘装备有西式螺旋桨的初级军舰。作为幕府第一艘往返太平洋两岸的舰船为众人所知，被幕府用作练习舰，之后参加了戊辰戰爭，因为性能较其他军舰相比恶劣，担当运输任务的咸臨丸差點被新政府軍俘获。明治政府接收后作为北海道开拓的运输船使用。旧名（荷兰语名）、Japan（ヤパン号、ヤッパン号、ヤーパン号）。
「咸臨」一词取自《易经》，君臣相互之间感情亲密之意。

## 经历
- 1855年7月于荷兰开工。

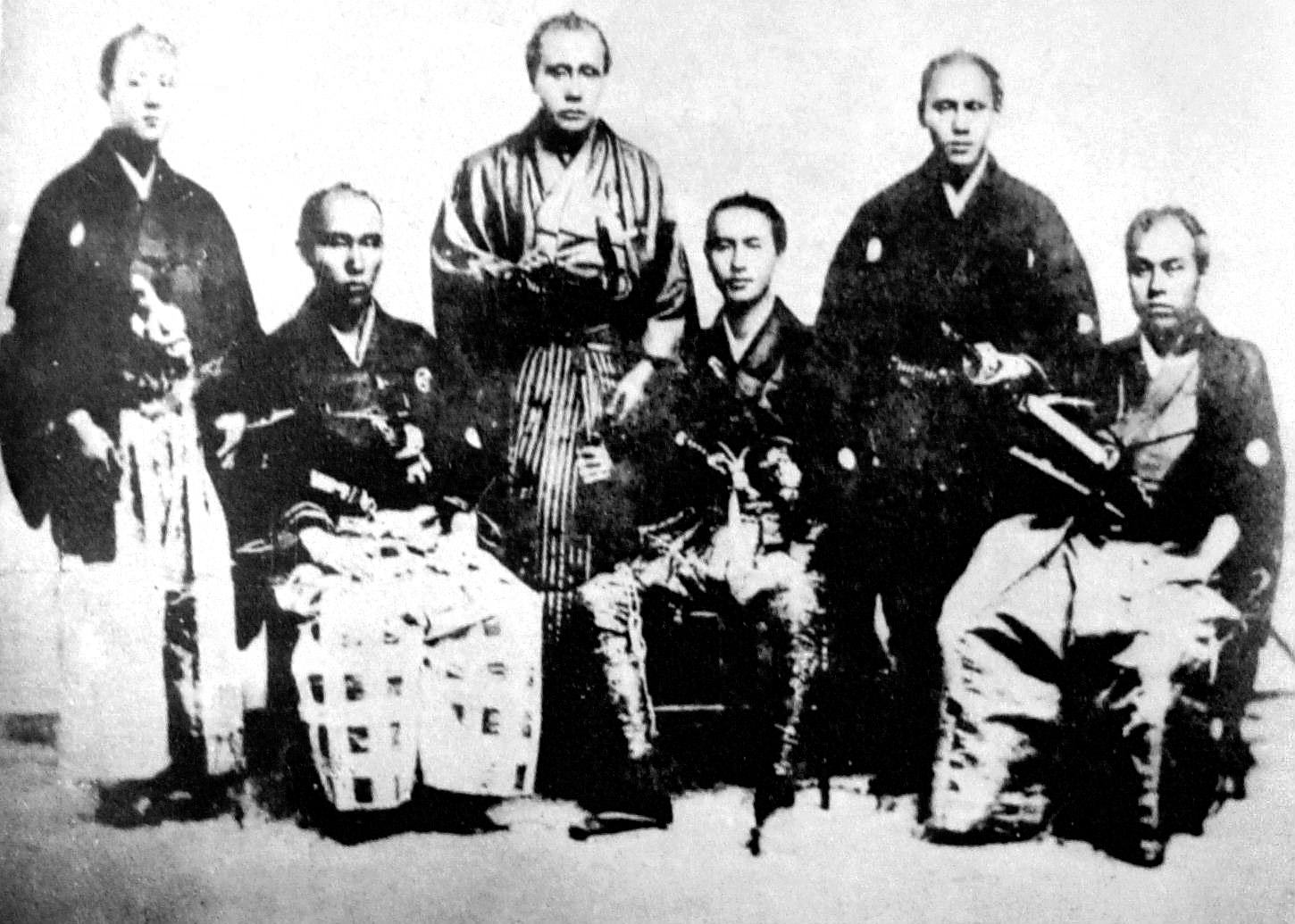
乘坐咸临丸和波瓦坦号的遣美使节团员，右邊為福泽谕吉。

- 1857年3月咸临丸完工。8月4日（舊曆）送往日本，成为长崎海军讲习所的练习舰。

- 1860年交换《美日修好通商条約》批准书的遣美日本使节团乘坐的美国軍艦波瓦坦号（USS Powhatan）横渡太平洋。（2月9日从浦贺出港。3月17日驶入旧金山湾）设想若波瓦坦号发生了最坏的情况，则由咸臨丸渡美（艦長为胜海舟）。不过因为勝海舟晕船，咸臨丸由美国海軍約翰·布鲁克大尉（John M. Brooke）掌舵。這段期間福澤諭吉及约翰万次郎等人曾搭乘此船。
- 1862年　巡视小笠原诸岛，探险父岛与母岛（艦長为小野友五郎）。
- 1866年　由于随意驱使、舰船疲惫，故障频发，将蒸汽机撤去。改为帆船。
- 1868年　戊辰战争爆发。8月19日（舊曆）由海軍副総裁榎本武扬指挥逃脱品川海面。8月23日（舊曆）于銚子海面遭遇暴风雨的榎本艦隊，漂流至下田港。随同前来救助的蟠龙丸驶入清水港。9月11日（舊曆）蟠竜丸先行出航。咸臨丸由于修理拖延，被新政府军追上。被新政府軍舰队打败、船员或战死或被捕获。以逆贼处理的船员遗体被清水次郎長安葬于清水市築地町。现在还残留有山岡鉄舟所作墓志铭的墓地。

- 1871年9月19日（舊曆）运送片仓氏旧臣401名前往北海道小樽途中，北海道木古内町和泉沢沖遭遇暴风雨，在更木岬破船沉没。

- 1887年清水次郎長在清水市興津的清見寺为咸临丸的船员立了殉难纪念碑。

- 最近发现了咸临丸的錨，同时在航拍中拍到了类似船体的东西。

## 照片
右上角的黑白照片據傳為於1860年（安政7年）於旧金山（桑港）停泊中拍摄的咸臨丸。该照片在1926年（昭和元年）旧金山召开的在美日本人发展史料展览会上公开发表。但是对咸臨丸进行彻底调查的文倉平次郎指出，这张照片并非咸臨丸，而是1887年（明治20年）拍摄的停泊于同一地点的从英国购入的軍艦筑波。